# Ngawun
El riu Ngawun o Ngawan (o riu Bassein o riu Pathein) és un riu de Birmània (Myanmar) a la divisió d'Ayeyarwady, un dels molts canals a través dels quals el riu Irawady (modern Ayeyarwady) arriba a la mar. Abandona el Irawady a poca distància d'Henzada (uns 15 km) i s'ajunta al Thambayadaing a Chaukywa; corre cap al sud-oest, passant per Lemyethna i Ngathainggyaung-Daunggyi, i cap al delta, trajecte en el que se separa per un curt trajecte el Daga (que retorna) i el Panmawadi i altres menors, passant per Pathein (a 120 km de la desembocadura), recorrent en total més de 300 km i desaigüant al Golf de Bengala a la punta Pagoda, just al nord de l'antic far de l'escull Alguada. A la boca del riu hi ha l'illa del Diamant que dificulta la navegació.